# Szyling duński
Szyling duński (duń. skilling) – duńska monetarna jednostka obrachunkowa używana od średniowiecza do 1873 roku.
Od końca X wieku stosowano go jako jednostkę obrachunkową równą 12 fenigom. W 1424 wybito monetę półszylingową (szóstak). Pierwsze szylingi w postaci monet pojawiły się za panowania Krzysztofa Bawarskiego (1440–1448).
W pierwszej połowie XVI wieku wybito monety dwuszylingowe. Od czasów Kanuta Wielkiego do połowy XIX wieku zawartość srebra w szylingu spadła ponad 100-krotnie. Za panowania Chrystiana VI (1730–1746) szyling miał wartość 2 i 1/2 polskiego grosza miedzianego.
Szyling wyszedł z obiegu od przystąpienia Danii do Skandynawskiej Unii Monetarnej w 1873 roku.

## Zawartość srebra
Zawartość czystego srebra w szylingu na przestrzeni dziejów: 
| Rok  | Srebro | Podstawa               |
| ---- | ------ | ---------------------- |
| 1035 | 10.8   | 12 fenigów             |
| 1086 | 9      | 12 fenigów             |
| 1154 | 3      | 12 brakteatów          |
| 1282 | 2.4    | 12 fenigów             |
| 1380 | 1.98   | 3 witeny               |
| 1424 | 1.9    | 2 szóstaki             |
| 1514 | 0.987  | 1/24 srebrnego guldena |
| 1523 | 0.572  | 1/16 marki             |
| 1541 | 0.543  | 1/48 talara            |
| 1582 | 0.363  | 1/64 talara            |
| 1602 | 0.344  | 1/16 marki             |
| 1608 | 0.311  | 1/66 løvedalera        |
| 1618 | 0.25   | 1/128 srebrnej korony  |
| 1625 | 0.234  | 1/64 srebrnej korony   |
| 1746 | 0.215  | 1/24 rigsorta          |
| 1813 | 0.132  | 1/192 talara           |
| 1863 | 0.093  | 1/96 rigsdalera        |

## Literatura
- Zbigniew Żabiński: Rozwój systemów pieniężnych w Europie zachodniej i północnej. Wrocław: Zakład Narodowy Imienia Ossolińskich – Wydawnictwo, 1989, ISBN 83-04-02992-8